# Гимн Великобритании
«Боже, храни Короля» (англ. God Save the King) или «Боже, храни Королеву» (God Save the Queen) — патриотическая песня, государственный гимн Великобритании, используемая при важных государственных и общественных событиях в Великобритании. Также королевский гимн Канады, Австралии, Новой Зеландии и некоторых иных стран Королевств Содружества. Гимн британской королевской семьи. Королевский (не государственный) гимн Норвегии — норв. Kongesangen (исполняется в переводе на норвежский), государственный гимн Лихтенштейна с 1920 года по настоящее время (с текстом Якоба Йозефа Яуха), гимн Российской империи в 1816—1833 годах (с текстом В. А. Жуковского), гимн Германской империи (с текстом Генриха Харриса) в 1871—1918 годах.

## История
Гимн известен со времён правления короля Георга II, есть записи об исполнении этой мелодии в театрах с 1745 года. Во время правления монарха женского пола используется феминизированная версия гимна, слово «король» (King) заменяется на «королева» (Queen), также заменяются соответствующие личные местоимения.
Не существует единой официальной версии гимна, он ни разу не подтверждался официально королевской прокламацией или актом британского парламента, то есть формально существует лишь традиция (гимн de facto).
При пении гимна почти всегда исполняется только первая строфа (иногда также третья); существуют иные редакции, с бо́льшим количеством строк, а также с более политкорректным вариантом второй строфы.
Автор музыки и слов — Генри Кэри, учитель музыки из Лондона, внебрачный сын лорда Галифакса Джорджа Сэвила. О нём известно крайне мало. В 1743 году он покончил с собой, оставив в нищете жену Сару, беременную шестым ребёнком и с тремя малолетними детьми. Его песня «Боже, храни Короля» впервые опубликована в Англии в 1774 году без указания авторства. Прежде музыковеды приписывали авторство различным композиторам, наиболее известным из которых был Г. Ф. Гендель. Ко времени первой публикации этой песни в Российской империи (1813, с русским вольным переводом А. Х. Востокова) она считалась народной.
8 сентября 2022 года в связи со смертью Елизаветы II и вступлением на престол Карла III государственный гимн Великобритании был изменён с «Боже, храни Королеву» на «Боже, храни Короля».

## Текст
| 1 God save our gracious King (Queen)! Long live our noble King (Queen)! God save the King (Queen)! Send him (her) victorious, Happy and glorious, Long to reign over us: God save the King (Queen). 2 O Lord, our God, arise, Scatter his (her) enemies, And make them fall: Confound their politics, Frustrate their knavish tricks, On Thee our hopes we fix: God save us all. 3 Thy choicest gifts in store, On him (her) be pleased to pour; Long may he (she) reign: May he (she) defend our laws, And ever give us cause To sing with heart and voice God save the King (Queen)! | 1 Боже, храни нашего(-у) милостивого(-ую) Короля (Королеву), Да здравствует наш(-а) благородный(-ая) Король (Королева), Боже, храни Короля (Королеву). Ниспошли ему (ей) ратных побед, Счастья и славы, И долгого царствования над нами, Боже, храни Короля (Королеву). 2 Господи Боже наш, восстань, Рассей его (её) врагов И приведи их к погибели: Сокруши их козни, Расстрой их подлые уловки, На Тебя возлагаем надежды наши, Боже, храни нас всех. 3 Наилучшие из даров твоих Благоволи излить на него (неё); Да царствует он(-а) долго. Да хранит он(-а) наши законы, И да дарует нам повод Воспевать сердцем и голосом: Боже, храни Короля (Королеву). |